# Bärbel Bohley

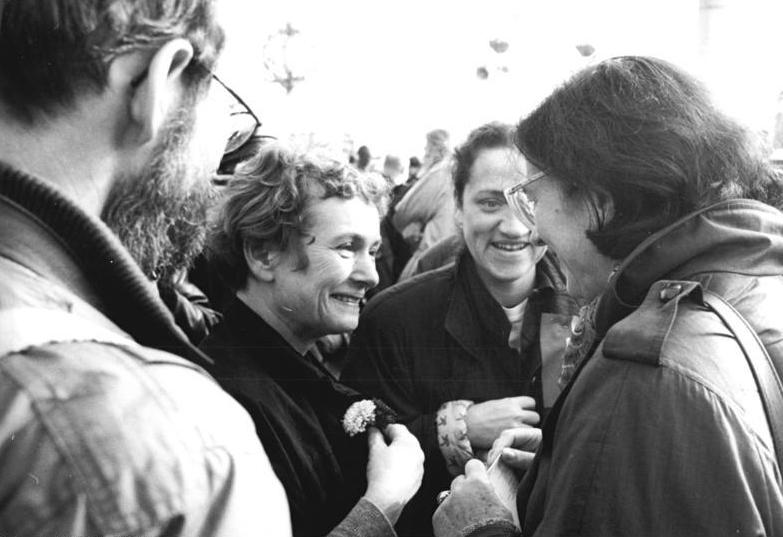
Bärbel Bohley.

Bärbel Bohley (24 de Maio de 1945 – 11 de Setembro de 2010) foi uma artista plástica alemã, conhecida por fazer oposição ao regime comunista na antiga Alemanha Oriental. Em 1983 foi expulsa de associações de artistas que participava, acusada de manter contato com um partido da Alemanha Ocidental. Foi ativista pela paz e direitos humanos.